# Француз (фільм, 2019)
«Француз» — російський історичний драматичний фільм 2019 року, знятий режисером Андрієм Смирновим. Стрічку присвячено пам'яті російського радянського дисидента Олександра Гінзбурга.

## Сюжет
1957 рік. До Москви приїздить група французьких студентів на навчання славістиці до університету МГУ. Серед них студент російського походження П'єр Дюран. Його російські колеги студенти з цікавістю заводять з ним знайомство. Найкращими друзями француза стає фотограф Валерій Успенський та балерина «Большого театру» Кіра Галкіна. Вони знайомлять П'єра з культурним життям московської молоді, разом відвідують підпільний джаз-концерт, читають самвидавчий журнал «Грамотей», знайомляться з неформальним художником Оскаром Рабіном. Паралельно П'єр Дюран шукає свого батька, у минулому дворянина та білого офіцера, якого репресували в 1931 році.

## У ролях
- Антон Ріваль — П'єр Дюран, французький студент

- Євгенія Образцова — Кіра Галкіна, балерина «Большого театру»

- Євгеній Ткачук — Валерій Успенський, фотограф

- Олександр Балуєв — Татіщев, на прізвиського Граф, у минулому білий офіцер та репресований дворянин

- Михайло Єфремов — батько Валерія Успенського, викладач марксизму, шанувальник Вінстона Черчиля, у минулому репресований

- Ніна Дробишева — Ольга Кирилівна Обрєзкова, дворянка, у минулому репресована

- Наталія Тєнякова — Марія Кирилівна Обрєзкова, дворянка, у минулому репресована

- Євген Харитонов — Оскар Рабін

- Роман Мадянов — Микола Кузьмич Чухновський, письменник

- Валентина Мазуніна — зустрічаюча іноземних студентів в аеропорту

- Віра Лашкова — завгосп будинку культури

- Олег Новіков — студент з Полтави Криворучко

Всього у фільмі 179 головних та другорядних персонажів

## Історія створення
За словами режисера сценарій він писав з 2012 по 31 грудня 2014 року, закінчивши його за дві години до початку Нового року. Весь 2015 рік команда, що працювала над фільмом шукала спонсорів. Коли знайшлися благодійники, що пожертвували на фільм 2 мільйони доларів, початок фільмування було заплановано на травень 2016. Але 15 березня банк в якому зберігалися гроші збанкрутував. Через півтора року команда знайшла нових спонсорів, та 15 лютого 2018 почала зйомки. 6 червня того ж року фільмування було завершено. Монтаж фільму було закінчено в кінці 2018 року. Прем'єра стрічки відбулась 31 жовтня 2019.

## Фінансування
Фільм було профінансовано мільярдером Романом Абрамовичем, підприємцями Дмитром та Борисом Зіміними, Сергієм Петровим та його дружиною, Алішером Усмановим, та зятем режисера Анатолієм Чубайсом. Також фільм брав участь в конкурсі на державне фінансування Міністерства культури Російської Федерації, зайнявши 52 місце з 52.